# Mi esposa se divorcia
Mi esposa se divorcia é uma telenovela mexicana, produzida pela Televisa e a Colgate-Palmolive, cuja exibição ocorreu em 1959 pelo Telesistema Mexicano.

## Elenco
- Lucy Gallardo
- Rafael Banquells
- Andrea Palma
- Bertha Moss
- Mercedes Pascual
- Pilar Souza
- Regina Llergo
- Luis Beristain
- Malena Doria
- Miguel Suárez
- Silvia Caos
- Roberto Meyer
- Silvia Suárez
- Amparo Villegas
- José Antonio Cossío